# 苯戊酮
苯戊酮（英語：Valerophenone）是一种烷基芳香酮，化学式为C6H5C(O)C4H9。它是一种无色液体，可溶于有机溶剂。它通常由用戊酰氯将苯酰化制备。

## 选定的反应
苯戊酮具有前手性，会进行对映选择性氢化生成相应的醇。
它的光化学已得到研究。
苯戊酮也是羰基还原酶的抑制剂。